# Smiley (film 2012)
Smiley è un film del 2012 diretto da Michael J. Gallagher. 
Film horror uscito nelle sale italiane il 31 ottobre 2013.

## Trama
Una ragazza è intenta a scrivere un messaggio sul cellulare. La ragazza è la babysitter di una bambina molto vivace, che le racconta una leggenda metropolitana: sembrerebbe che scrivendo tre volte "I DID IT FOR THE LULZ" (tradotto: l'ho fatto per ridere) a una persona su internet, appaia un serial killer chiamato Smiley. Secondo la leggenda, infatti, Smiley ucciderebbe l'interlocutore con cui si sta in quel momento chattando. La ragazza inizialmente non ci crede, ma una volta rimasta sola in camera accede al sito di videochat anonima di cui le aveva parlato la bambina e comincia ad interagire con un ragazzo, che però prima di lei scrive la frase della leggenda. Smiley appare dietro le sue spalle e la uccide, sotto gli occhi divertiti del ragazzo.
La storia si sposta dunque su Ashley, una studentessa di college molto fragile psicologicamente (ha infatti, in passato, preso farmaci contro un disturbo bipolare) e affetta da lievi turbe psichiche, causate dal suicidio della madre. Al college, Ashley è ospite a casa di una ragazza, Proxy, e presto diventano amiche. Proxy informa Ashley di una festa, a cui decideranno di andare insieme. Quella sera stessa, le due ragazze fanno la conoscenza di un ragazzo, Zane, e dei suoi amici. Ashley incontra anche Binder (che viene deriso pubblicamente dagli altri ragazzi), con cui in seguito avrà un inizio di relazione amorosa. Gli amici di Zane fanno una videochat con una ragazza (proprio la videochat vista all'inizio) facendola uccidere da Smiley, ed Ashley, vedendo il tutto, si spaventa. Proxy le spiega che non è reale, ma Ashley ne resta profondamente turbata.
Il giorno dopo, tornata dalla lezione, Proxy le rivela di voler provare a chattare, per provare l'esistenza di Smiley. Ashley, a malincuore, accetta di farle compagnia e così iniziano a chattare con un uomo, scrivendo la famosa frase. Pochi secondi dopo Smiley appare dietro le spalle dell'uomo, uccidendolo. Le ragazze sono terrorizzate, ma decidono comunque di non parlarne con nessuno. Intanto Ashley ha continui incubi e decide di rivolgersi ad una psicologa. Durante un'altra festa tra ragazzi, Proxy fa distrattamente cadere il drink di Ashley e gliene offre un altro che, a detta della stessa Ashley, aveva "qualcosa dentro", a causa del suo insolito sapore. Mentre Ashley beve lo strano drink, Proxy va in bagno, dileguandosi dalla scena. Ashley, dunque, stordita dalla bevanda confermatasi alterata, prova a cercare l'amica, non trovandola. Decide allora di tornare a casa da sola, dopo aver vomitato mentre Zane le chiedeva se avesse scritto a qualcuno la frase per evocare Smiley. Sulla strada per il ritorno viene inseguita e aggredita proprio da Smiley e, il mattino dopo, viene svegliata da un incubo, ritrovandosi nel suo letto. Proxy le spiega di averla cercata dappertutto e nota la maglia di Ashley strappata. La ragazza le dice di essere stata aggredita da Smiley, ma l'amica non le crede e cerca di tranquillizzarla. Ashley decide di andare comunque alla polizia ma gli agenti e, nello specifico, il detective Diamond, non le credono. 
Ashley continua ad avere incubi, e, alla fine, decide di affrontare Smiley, per capire finalmente se è solo frutto della sua immaginazione o se il killer sta realmente cercando di rintracciarla per ucciderla. Proxy, in videochiamta, chiede ad Ashley di andare a vedere che fine abbia fatto Zane, in quanto non rispondeva alle sue chiamate, e quindi la ragazza si precipita a casa del ragazzo, dove trova il suo cadavere: subito dopo, presa dal panico, torna a casa. Ashley cerca di chiamare la polizia ma cade la linea e la ragazza, invece, pensa che il detective Diamond al telefono non le avesse creduto (cosa comunque vera) e avesse riagganciato. Arrivata a casa Ashley riprende la videochiamata con Proxy e le chiede di scrivere tre volte "I DID IT FOR THE LULZ" per evocare Smiley. All'inizio lei esita, ma comunque le scrive la frase. Ashley si arma con una pistola e aspetta Smiley. A un certo punto sente che qualcuno sta cercando di entrare dalla porta principale e, pensando che sia il serial killer, gli spara, ma poi scopre che invece era Binder. La ragazza va ad aiutarlo quando, dietro di lei, sbuca Smiley che, dopo aver ucciso Binder accoltellandolo alla gola, la insegue fino al piano superiore, dove arrivano altri ragazzi con la maschera di Smiley. Ashley, tentando di sparare loro, non ci riesce e, nel panico, si getta dalla finestra, morendo sul colpo. 
Dopo questo tragico epilogo si scopre che era tutto uno scherzo di Zane e dei suoi amici, e che anche Proxy ne era a conoscenza, avvalorando la tesi che il drink di Ashley prima menzionato fosse stato effettivamente alterato dalla stessa Proxy (o dagli altri complici) e che quest'ultima avesse usato la scusa di andare in bagno per non farsi trovare dall'amica, anche se ormai è chiaro che da parte di Proxy non c'era nessuna amicizia. Erano anche una finzione sia la morte della ragazza con cui chattavano gli amici di Zane all'inizio (anche lei era una complice), sia la "pubblica denigrazione" di Binder pocanzi citata. Tutto, dunque, è stato fatto per divertimento e per creare qualcosa di memorabile, dato che sicuramente la figura di Smiley sarebbe diventata un mito immortale. Subito dopo Zane parla con Proxy attraverso il computer di Ashley, con cui la ragazza era ancora in videochiamata, e discutono sull'etica dei loro atti. Mentre Proxy mostra un certo rimorso, Zane sembra alquanto divertito dalla fine di Ashley, sostenendo che loro non abbiano nulla a che vedere con la sua morte; quindi per scherzo Zane scrive a Proxy la frase maledetta, ma la ragazza si ritrova vittima del suo stesso gioco. Il vero Smiley appare dietro le spalle di Proxy, uccidendola con una pugnalata in un occhio, e poi il killer saluta Zane con la mano: lui, sconvolto, chiude la videochiamata.
Dopo i titoli di coda si vede Ashley stesa a terra apparentemente morta ma, improvvisamente, apre gli occhi, rivelando di essere sopravvissuta.

## Produzione
Si tratta di un film prodotto autonomamente dallo stesso giovane regista, nonché il suo primo film uscito nelle sale (prima di questo il regista era noto solo per alcune sue opere pubblicate su YouTube).

## Distribuzione
Il film negli USA è uscito nelle sale, Video on demand, e tramite streaming on-line l'11 ottobre 2012, poi anche in DVD e Blu-ray.
In Italia il film è uscito invece il 31 ottobre 2013 nelle sale cinematografiche.

## Accoglienza

### Critica
È stato subito accolto negativamente dalla critica e dal pubblico, che lo hanno etichettato come "noioso" o "banale". Ha ricevuto un voto di 3,4/10 dal sito Rotten Tomatoes e 3,5/10 da IMDb.

## Gergo informatico
Nel film vengono spesso citati dei tormentoni della rete, lo stesso killer si chiama "Smiley" come la famosa faccina sorridente, tipicamente usata nelle conversazioni via chat o SMS, e ne richiama le fattezze. La frase che invece evocherebbe l'assassino, "I did it for the lulz" significa "L'ho fatto per ridere", che viene usato come beffa dopo aver fatto uno scherzo, o qualcosa di fastidioso. La parola "Lulz" è una storpiatura del famoso "LOL" acronimo di Laughing Out Loud (ridere rumorosamente) o anche Lots Of Laughing (un sacco di risate).
Il film prende spunto da applicazioni realmente esistenti: l'ispirazione per la storia, secondo lo stesso regista, è dovuta a chatroulette (una video-chat anonima, nella quale si entra in contatto con utenti casuali da tutto il mondo).